# Сильвер, Леон
Леон Теодор 'Ли' Сильвер (англ. Leon Silver; 9 апреля 1925, Монтиселло, округ Салливан, штат Нью-Йорк — 31 января 2022, Аркейдия, Калифорния) — американский геолог, профессор Калифорнийского технологического института, член Национальной академии наук США (1974). Инструктор по полевой геологии лунных экипажей Аполлона 13, 15, 16 и 17.

## Биография
Родители Сильвера были еврейскими иммигрантами из России и Польши, которые вскоре после его рождения перевезли семью в Уотербери (Коннектикут). Был призван в военно-морской флот в 1943 году. Служил в ВМС США с 1943 по 1946 год, получил звание младшего лейтенанта.
Сильвер получил степень бакалавра в Колорадском университете в Боулдере в 1945 году, степень магистра в Университете Нью-Мексико в 1948 году и докторскую степень по геологии и геохимии в Калифорнийском технологическом институте в 1955 году. Он работал в Геологической службе США (USGS), Отделении месторождений полезных ископаемых, в Колорадо и Аризоне с 1947 по 1954 год (только в полевые сезоны), в качестве помощника геолога.

## Карьера
После получения докторской степени Сильвер получил преподавательскую должность (1955—1962) в Калифорнийском технологическом институте. Позже он получил звание доцента (1962—1965), профессора (1965—1983) и профессора геологии природных ресурсов (1983—1996). На пенсию вышел как почётный профессор.
Его основными исследовательскими интересами были петрология, тектоника и приложения геологии и изотопной геохимии к геохронологии, эволюции земной коры, рудным месторождениям и сравнительной планетологии. В ходе этих исследований Сильвер также играл важную роль в геологических исследованиях Луны в рамках программы «Аполлон», а также в многочисленных национальных научных консультативных советах и комитетах.

### Работа для НАСА и программа Аполлон
Работая с Национальным управлением по аэронавтике и исследованию космического пространства (НАСА), он обучал астронавтов полевой геологии, по существу создавая лунную полевую геологию как новую дисциплину. Его обучению приписывают значительное улучшение научных результатов программы «Аполлон». «Проект устной истории» Космического центра Джонсона НАСА представляет участие Сильвера следующим образом:
- Геолог, отделение астрогеологии Геологической службы США (1970—1976, неполный рабочий день), по контракту работал с НАСА.
- Преподаватель геологии в классах ученых-астронавтов НАСА, Центр пилотируемых космических аппаратов, Хьюстон, Техас (неполный рабочий день, 1968—1993 годы)
- Группа экспериментов по геологии поверхности Луны (Аполлон 13-17)
- Группа предварительного исследования лунного образца (Аполлон 15-17)
- Группа планирования обхода поверхности Луны (Аполлон 15-17)
- Рабочая группа по изучению Луны (Аполлон 15-17)
- Группа планирования анализа лунных проб, Центр пилотируемых космических аппаратов, Хьюстон, Техас (1972—1974)
- Специальный подкомитет Консультативного совета по программе ученых-астронавтов (1974—1975)

### Консультант федерального правительства
- Председатель Консультативного комитета Управления фундаментальной энергетики Министерства энергетики (1990-91 и 1991-92 годы)[7].
- Член руководящего комитета Группы синтеза НАСА, которая оценивала сценарии миссий для Президентской инициативы по исследованию космоса (1990—1991)[8].
- Член президентского консультативного комитета по модернизации космической станции (1993 г.)[9].

## В популярной культуре
Работа Сильвера в программе «Аполлон» описана в книге Эндрю Чайкина «Человек на Луне» (1994). В 1998 году книга стала телевизионным документально-драматическим мини-сериалом «С Земли на Луну» HBO, в котором Дэвид Кленнон сыграл профессора Сильвера. В 10-й серии сериала «Галилео был прав» показано, как Сильвер обучает астронавтов Аполлона-15 полевой геологии и участвует из Центра управления полетами Хьюстона в их выходах на поверхность Луны. Сильвер дал интервью об этом эпизоде, сказав, что фильм «романтизирует» опыт и содержит небольшие исторические неточности, но в остальном фильм ему понравился, и он показал его на лекции в 1999 году.
В 2006 году командир Аполлона-15 Дэйв Скотт посвятил раздел своей книги «Две стороны Луны» рассказу об обучении и инструкциях, которые Скотт и другие астронавты Аполлона получили от Сильвера.

## Премии и награды
- Стипендия Гуггенхайма (1964)
- В 1971 году Сильвер был награжден медалью НАСА за выдающиеся научные достижения как за обучение астронавтов Аполлона геологическим наукам, так и за свои исследования:

За значительные научные достижения в разработке высокоточных изотопных составов урана и свинца в минералах и применении методов определения возраста при анализе лунного материала. Усердно проводя эти лабораторные исследования лунного материала, он внес большой вклад, обучая астронавтов геологическим наукам, что благодаря его энтузиазму, лидерству и руководству привело к успешному исследованию Луны
- Медаль НАСА за выдающиеся научные достижения (1971 г.)
- Награда за групповые достижения НАСА, группа планирования лунного похода (1971 г.)
- Награда за групповые достижения НАСА, группа по обучению экипажа и моделированию (1971 г.)
- Премия Американского института профессиональных геологов за профессиональное мастерство (1972 г.)
- Награда за групповые достижения НАСА, команда по высадке на Луну (1973)
- Премия НАСА за групповые достижения, группа экспериментов с ресурсами Земли (1974 г.)
- Премия НАСА за групповые достижения, Космический центр Линдона Б. Джонсона (1974)
- Член Национальной академии наук (избран в 1974 г.)
- Почётный член Минералогического общества Америки
- Президент Геологического общества Америки (1979 г.)[11]
- Премия «Выпускник столетия», Университет Нью-Мексико (1989)

## Избранные публикации
- Silver, Leon T., "Uranium-Thorium-Lead Isotope Relations in Lunar Materials, " Science, New Series, Vol. 167, No. 3918, The Moon Issue, pp. 468—471. (Jan. 30, 1970).
- Silver, L.T., "Lead Isotopic Heterogeneity in Lunar Soil 10084,35 and Its Age Implications, " Transactions of the American Geophysical Union, Vol. 51, No. 4, pp. 348ff. (1970).
- Silver, L.T. "U-Th-Pb Isotope Systems in Apollo-11 and Apollo-12 Regolithic Materials and a Possible Age for Copernicus Impact Event, " Transactions of the American Geophysical Union, Vol. 52, No. 7, pp. 534ff. (1971).
- Silver, L.T., "Regional Provinciality in the U-Th-Pb Isotope Systems in lunar Soils, " Transactions of the American Geophysical Union, Vol. 54, No. 4, pp. 349—349. (1973).
- Silver, Leon T., and Peter H. Schultz, eds. Geological Implications Of Impacts Of Large Asteroids and Comets On The Earth: Conference On Large Body Impacts And Terrestrial Evolution: Geological, Climatological, And Biological Implications. Boulder, CO: Geological Society of America, 1982.